# Die Ferien des Bonifazius
Die Ferien des Bonifazius ist ein sowjetischer animierter Kurzfilm von Fjodor Chitruk aus dem Jahr 1965. Er beruht auf einer Geschichte von Miloš Macourek.

## Handlung
Bonifazius ist Löwe in einem Zirkus. Er verrichtet seine Arbeit gut, kommt mit dem Zirkusdirektor und den Artisten klar, versteht, was von ihm erwartet wird und kann daher, obwohl er sehr brav ist, auch fürchterlich brüllen. Das Publikum ist beeindruckt und Bonifazius wirbt auf Plakaten für den Zirkus. Eines Tages geht er mit dem Zirkusdirektor spazieren, isst eine Banane und sieht plötzlich einen Bus voller Kinder an sich vorbeifahren. Er will wissen, warum die Kinder nicht in der Schule sind, und der Direktor erklärt ihm, dass die Kinder Ferien haben. Bonifazius wünscht sich ebenfalls Ferien, könne er so doch seine Heimat Afrika und seine dort lebende Großmutter besuchen. Der Direktor, dem bisher nicht klar war, dass auch Löwen Großmütter haben, gewährt Bonifazius Ferien. Begeistert fährt er mit Zug und Schiff nach Afrika und stellt sich im Vorfeld seine Ferien vor: Er wird täglich im Sand liegen, fischen und sein Leibgericht Bananen essen.
In Afrika hat sich wenig verändert und auch seine Großmutter strickt, wie sie es immer tat. Bonifazius zieht es zum nahe gelegenen See, in dem er angeln will. Unterwegs trifft er ein kleines afrikanisches Mädchen, das vor ihm als Löwen Angst hat. Sie rennt davon und vergisst ihre Murmeln. Bonifazius beginnt, mit den Murmeln zu jonglieren, und das Kind verliert seine Scheu. Kurz darauf kehrt sie mit einem Freund zurück, dem Bonifazius ebenfalls zeigen muss, wie er mit Murmeln jongliert. Immer mehr Kinder kommen und bald verbringt Bonifazius seinen Urlaub damit, den Kindern Zirkustricks zu zeigen. Er vergisst, dass er eigentlich angeln wollte, vergisst den Sand und auch die Bananen. Am Ende erinnert ihn das Schiffssignal daran, dass sein Urlaub zu Ende ist. Die Großmutter hat ihm einen Pullover gestrickt und Bonifazius fährt auf dem Schiff zurück nach Prag. Er stellt fest, dass Ferien etwas Wundervolles seien.

## Produktion
Erzähler des Films im Original ist Alexei Polewoi. Der Film wurde 1965 in der Sowjetunion veröffentlicht und kam am 24. Februar 1967 mit einer Synchronisation des DEFA-Studios für Synchronisation auch in die Kinos der DDR.

## Auszeichnungen
Auf dem Allunionsfilmfestival in Kiew erhielt der Film den ersten Platz in der Kategorie „Animationsfilme für Kinder“.